# Retoryka Krakowska
Retoryka Krakowska (łac. Ars dictaminis) – polski średniowieczny traktat z 1. poł. XV wieku poświęcony ars dictandi.
Retoryka powstała w Krakowie. Tekst datowany jest według różnych badaczy między rokiem 1425 a 1440. Na manuskrypcie jako autor widnieje „Jerzy, notariusz królewski”, utożsamiany z Jerzym z Krępy lub Jerzym z Chrostowa. Obecnie rękopis utworu przechowywany jest w Bibliotece Narodowej w Pradze. 
Traktat pozbawiony jest w rękopisie tytułu. Rozpoczyna się dwoma listami Pani Retoryki do studentów krakowskich i Jerzego, przeplecionymi odpowiedziami notariusza. Kolejną częścią jest wywód teoretyczny, zawierający definicję retoryki jako wiedzy, objaśnienia podstawowych założeń i pojęć z zakresu ars dictaminis, przeplatane przykładami listów i dokumentów. Autor omawia m.in. podział na listy i dokumenty, części listu, ozdobniki stylistyczne, warunki, które powinien spełnić idealny autor, style stosowne dla trzech różnych grup społecznych.
Wśród źródeł, na których oparta została Retoryka Krakowska, można rozpoznać m.in. Retorykę dla Herenniusza, przypisywaną ówcześnie Cyceronowi, Poetria nova Godfryda de Vino Salvo, Laborintus Eberharda Niemca, Candelabrum Bene z Florencji, Summa dictaminis Guido de Faba, Summa artis notariae Rolandinusa Passagerio, Aurea gemma Henryka Francigeny.